# Václav Erben
Václav Erben (* 2. November 1930 in Náchod, Tschechoslowakei; † 19. April 2003 in Prag) war ein tschechischer Journalist und Schriftsteller.

## Leben
Nach Abschluss der kaufmännischen Akademie studierte er an der Theaterfakultät der Akademie der Musischen Künste in Prag (DAMU) Theaterdramaturgie und Rundfunkregie. Nach dem Wehrdienst arbeitete er als Journalist und Verlagsredakteur, dann von 1977 bis 1990 in den Filmstudios Barrandov.

## Werke
Václav Erben schrieb zwölf Bücher, deren Hauptfigur „Kapitän Exner“ war, ein nachdenklicher Detektiv. Seine Bücher Poklad byzantského kupce (Der Schatz des byzantinischen Händlers), Čas pracuje pro vraha (Die Zeit arbeitet für den Mörder) und Smrt talentovaného ševce (Der Tod eines begabten Schusters) wurden verfilmt. Im November 1989 wurde er zum ersten Vorsitzenden der Tschechischen Vereinigung der Autoren von Kriminalromanen gewählt. Gleichzeitig wurde er politisch tätig. Von 1993 an war er drei Jahre lang Sprecher des Vorsitzenden der Tschechischen Sozialdemokratischen Partei. Einige Jahre wirkte er im Rat des Tschechischen Fernsehens als stellvertretender Vorsitzender.

## In deutscher Sprache publiziert
- Die Tote im Foyer – Volk und Welt 1974
- Der einsame tote Mann – DIE Reihe 1977
- Der Tod des talentierten Schusters – DIE Reihe 1980
- Ein Denar in Mädchenhand – DIE Reihe 1983
- Maternas letzte Rolle – DIE Reihe 1991
- Das unrühmliche Ende des Ritters Bartholomäus – BASAR (Buchreihe) 1988

## Verfilmungen
Drehbuch
- 1966: Der Schatz des Byzantiners (Poklad byzantského kupce)
- 1983: Tödliche Motive (Smrt talentovaného ševce)

Literarische Vorlage
- 1979: Die Zeit arbeitet für den Mörder (Čas pracuje pro vraha)